# Dylan Gorosito
Dylan Tomás Gorosito (Moreno, Buenos Aires, Argentina, 3 de febrero de 2006) es un futbolista argentino que juega de lateral derecho en el C. A. Boca Juniors de la Primera División de Argentina.

## Trayectoria

### Boca Juniors
Llegó a Boca en el 2014 para jugar en inferiores y subió a reserva en 2024.
En febrero de 2024 firmó su primer contrato profesional con Boca hasta diciembre de 2028.
Debutó en la Primera división el 21 de julio de 2024 en un empate 2 a 2 frente a Defensa y Justicia.

## Selección nacional

### Sub-17
Participó en 6 de los partidos de la Selección de fútbol sub-17 de Argentina por el Sudamericano Sub-17 en Ecuador al mando de Diego Placente. En el Sudamericano terminaron terceros y les otorgó una plaza para jugar el Mundial Sub-17 en Indonesia.

### Sub-20
En enero de 2025 fue convocado de por Diego Placente para el Campeonato Sudamericano de Fútbol Sub-20 de 2025.

## Estadísticas

### Clubes
Actualizado al último partido disputado el 21 de julio de 2024.
| Club                         | Div.          | Temporada     | Liga  | Liga  | Liga   | Copas nacionales | Copas nacionales | Copas nacionales | Copas internacionales | Copas internacionales | Copas internacionales | Total | Total | Total  |
| Club                         | Div.          | Temporada     | Part. | Goles | Asist. | Part.            | Goles            | Asist.           | Part.                 | Goles                 | Asist.                | Part. | Goles | Asist. |
| ---------------------------- | ------------- | ------------- | ----- | ----- | ------ | ---------------- | ---------------- | ---------------- | --------------------- | --------------------- | --------------------- | ----- | ----- | ------ |
| C. A. Boca Juniors Argentina | 1.ª           | 2024          | 1     | 0     | 0      | 0                | 0                | 0                | 0                     | 0                     | 0                     | 1     | 0     | 0      |
| C. A. Boca Juniors Argentina | Total club    | Total club    | 1     | 0     | 0      | 0                | 0                | 0                | 0                     | 0                     | 0                     | 1     | 0     | 0      |
| Total carrera                | Total carrera | Total carrera | 1     | 0     | 0      | 0                | 0                | 0                | 0                     | 0                     | 0                     | 1     | 0     | 0      |